# Fabrice Jeannet
Fabrice Jeannet (Forte da França, 20 de outubro de 1980) é um ex-esgrimista francês, vencedor de múltiplas medalhas olímpicas, mundiais e continentais. Por sua contribuição esportiva, foi condecorado Cavaleiro da Ordem Nacional da Legião de Honra e Oficial da Ordem Nacional do Mérito.

## Biografia
Fabrice Jeannet nasceu na cidade de Forte da França, no dia 20 de outubro de 1980. No ano de 2001, ganhou dois bronzes em Nimes, as primeiras medalhas em Campeonatos Mundiais. No ano seguinte, ficou com a medalha de prata após perder a final para o russo Pavel Kolobkov.
Sagrou-se campeão mundial em 2003, feito repetido em 2005, 2006 e 2007. Nos Jogos de Atenas, em 2004, integrou a equipe francesa que venceu o evento. No mesmo ano, por sua contribuição esportiva, foi condecorado Cavaleiro da Ordem Nacional da Legião de Honra. Quatro anos depois, recebeu o título de Oficial da Ordem Nacional do Mérito.

## Palmarès
Jogos Olímpicos
| Ano  | Local  | Evento             | Posição | Ref.  |
| ---- | ------ | ------------------ | ------- | ----- |
| 2004 | Atenas | Espada por equipes | 1.ª     | [ 1 ] |
| 2008 | Pequim | Espada por equipes | 1.ª     | [ 7 ] |
| 2008 | Pequim | Espada individual  | 2.ª     | [ 8 ] |

Campeonatos Mundiais
| Ano  | Local           | Evento             | Posição | Ref.   |
| ---- | --------------- | ------------------ | ------- | ------ |
| 2002 | Lisboa          | Espada por equipes | 1.ª     | [ 1 ]  |
| 2003 | Havana          | Espada individual  | 1.ª     | [ 4 ]  |
| 2005 | Lípsia          | Espada por equipes | 1.ª     | [ 1 ]  |
| 2006 | Turim           | Espada por equipes | 1.ª     | [ 9 ]  |
| 2007 | São Petersburgo | Espada por equipes | 1.ª     | [ 10 ] |
| 2002 | Lisboa          | Espada individual  | 2.ª     | [ 3 ]  |
| 2005 | Lípsia          | Espada individual  | 2.ª     | [ 11 ] |
| 2001 | Nimes           | Espada individual  | 3.ª     | [ 1 ]  |
| 2001 | Nimes           | Espada por equipes | 3.ª     | [ 1 ]  |

Campeonatos Europeus
| Ano  | Local  | Evento             | Posição | Ref.   |
| ---- | ------ | ------------------ | ------- | ------ |
| 2008 | Quieve | Espada por equipes | 1.ª     | [ 12 ] |
| 2007 | Gante  | Espada por equipes | 3.ª     | [ 1 ]  |

## Condecorações
- Cavaleiro da Ordem Nacional da Legião de Honra (24 de setembro de 2004)[5]
- Oficial da Ordem Nacional do Mérito (14 de novembro de 2008)[6]